# Cooper T43

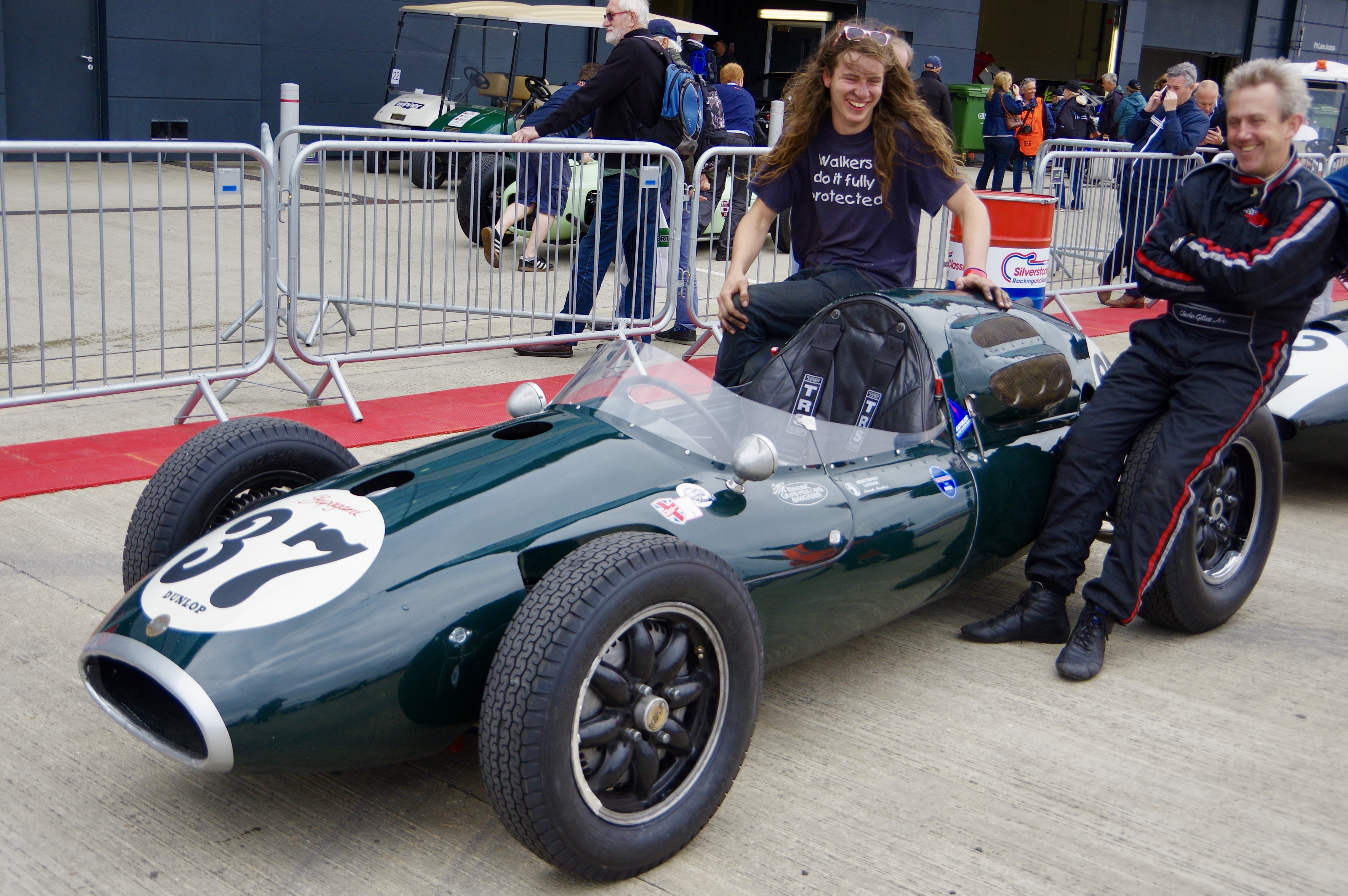
Cooper T43 en una exhibición de 2011.

El Cooper T43 era un coche de Fórmula 1 y Fórmula 2 diseñado y construido por Cooper para disputar la Temporada 1957 de Fórmula 1. El coche debutó en el Gran Premio de Mónaco de 1957 y fue pilotado por Jack Brabham consiguiendo un excelente 6º puesto y llamando la atención por la disposición trasera del motor. El T43 consiguió un lugar significativo en la historia de la competición automovilista cuando Stirling Moss piloto un T43 de Rob Walker para ganar el Gran Premio de Argentina de 1958, el primer gran premio que consiguió ganar un piloto conduciendo un coche con motor trasero. A pesar de este logro, el coche fue sustituido casi inmediatamente por el T45. La última aparición del T43 en el campeonato del mundo fue en el Gran Premio de Italia de 1960.